# Retablo de Isenheim
[[Categoría:Cuadros de Nicolás Haguenau (escultor)
Matthias Grünewald (pintor)]]
  
El Retablo de Isenheim (en alemán, Isenheimer Altar,  y en francés, Retable d'Issenheim) es la obra maestra del escultor Nicolas de Haguenau entre 1503 y del pintor alemán Matthias Grünewald que fue terminado en 1516. Está formado por ocho paneles, siendo el más conocido la tabla de la Crucifixión, que mide 269 cm de alto y 307 cm de ancho. Está pintado al temple y óleo sobre panel de madera de tilo. El políptico abierto alcanza alrededor de 7,70 metros por 5,90 metros.
Se exhibe actualmente en el Museo de Unterlinden, en la ciudad francesa de Colmar, cercana a Isenheim, de donde procede originalmente el retablo. El retablo es la pieza principal del museo y la que le otorga su renombre internacional. Se expone en la capilla, donde todo está colocado para realzar su valor.

## Historia

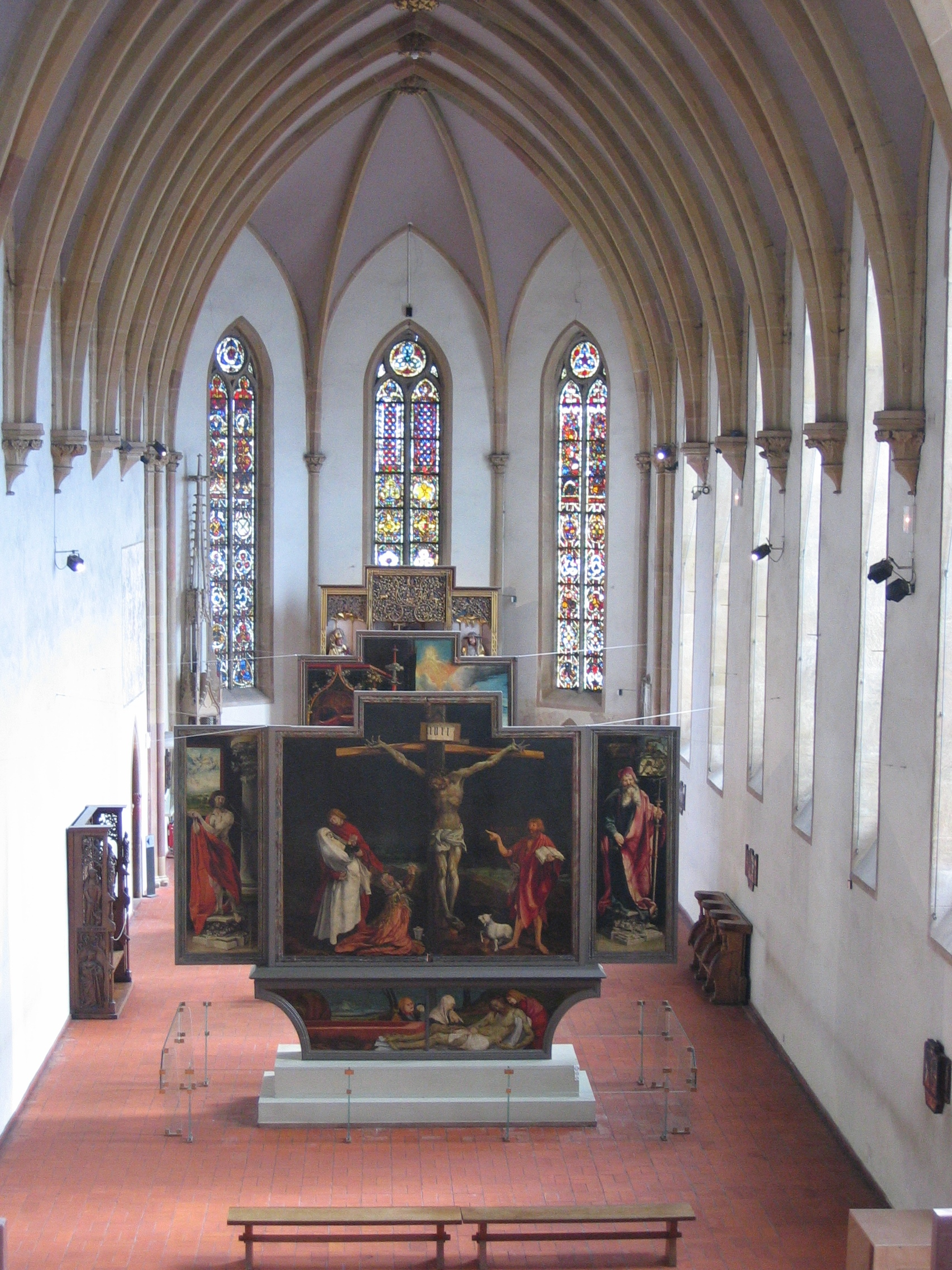
Retablo de Isenheim tal como se encuentra expuesto en el Museo de Unterlinden de Colmar

El retablo está consagrado a san Antonio y proviene del convento de los antonianos en Isenheim, al sur de Colmar (Alto Rin). La Orden de San Antonio se fundó hacia 1070 en Saint-Antoine-en-Viennois, pequeño villorrio del Delfinado situado entre Valence y Grenoble. Se trata de una orden dedicada a asistir a los enfermos que padecían de Fuego de San Antón. El monasterio de los antonianos de Isenheim se halla junto a una antigua vía romana que, proveniente de los países germánicos, pasa por Basilea hacia los lugares de peregrinación tradicionales de la Edad Media: Roma y Santiago de Compostela. Numerosos peregrinos y viajeros pasaban por allí. Los monjes de este monasterio eran conocidos por sus tratamientos de las enfermedades cutáneas, como el ergotismo.
Este retablo se realizó para el hospital de este monasterio. Llevaban allí a los enfermos y esperaban que san Antonio pudiera interceder para obtener un milagro, o que encontraran consuelo en la contemplación de las escenas allí representadas. Según la idea de la Edad Media, las imágenes de meditación serían una «casi-medicina».
El claustro de Isenheim ya tenía un retablo, llamado «retablo Orliaco». Este retablo cerrado muestra sobre las dos alas la escena de la Anunciación. Sobre el ala izquierda se encuentra el Arcángel Gabriel y sobre la derecha la Virgen María. Abierto, se puede ver sobre el ala izquierda a María con el Niño y a la derecha a San Antonio y Jean de Orliaco (el rector del claustro en el momento de la realización del retablo). Martin Schongauer había pintado en 1475 a estos cuatro personajes a petición del rector del claustro. Abierto, las alas del «retablo Orliaco»  encuadran una escultura de la Virgen a tamaño natural. Esta parte se encuentra hoy en el Louvre. En 1485, Orliaco encarga a Nicolas de Haguenau la creación de una escultura para un retablo. El historiador del arte Zierman considera que se creó, probablemente, porque llegó un momento en el que el retablo de Orliaco se consideraba anticuado.
El comitente de la obra de Grünewald fue el preceptor de los antoninos, el siciliano Guido Guersi. No se sabe a qué momento preciso Grünewald recibió el encargo de la obra y, debido a esta falta de documentos, no se llegará probablemente ya a clarificar esta fecha. Sigue siendo igualmente un enigma por qué Grünewald recibió este encargo para un monasterio que estaba situado al pie de los Vosgos.

## Análisis

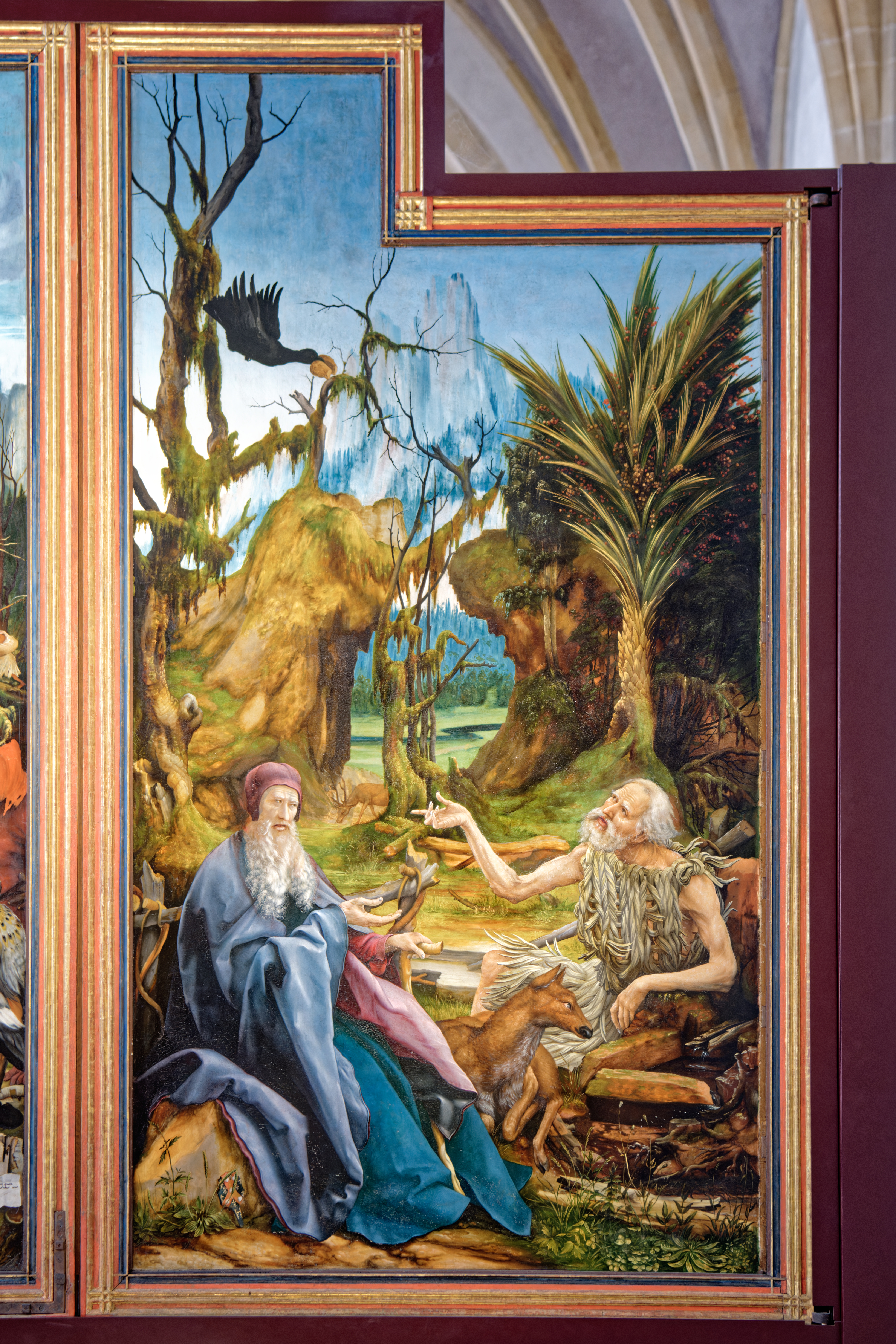
la Visita de san Antonio a san Pablo en el retablo de Isenheim

El retablo de Isenheim es un retablo políptico cuyas distintas configuraciones podían ilustrar los distintos períodos litúrgicos durante el culto de acuerdo a las fiestas correspondientes. Tiene dos conjuntos de alas, mostrando tres configuraciones distintas, y que se articulan en torno a un altar tallado compuesto de esculturas. El conjunto estaría debajo de un montante gótico esculpido y dorado.
Las escenas que contiene son de una intensidad dramática poco común, excepcional para su época. No está excluida de esta obra la fantasía, lo que la acerca al Bosco, ni cierto manierismo que hace de este artista un genio aislado e inclasificable.
En la obra hay elementos de una extraña violencia, casi desagradable. Expresa un misticismo violento. Ilustra las tendencias artísticas de Grünewald: el expresionismo y el realismo de la carne lastimada, uniendo en la misma obra la sobriedad de la composición y del fondo negro con la complejidad y la sobrecarga de la puesta en escena, sumergida en un paisaje colorido, una luz tan pronto solar como pálida, un color denso o traslúcido (Carrassat).

### Retablo cerrado
Sus puertas cerradas muestran dos paneles centrales que forman una escena de Crucifixión, con el centro ocupado por la Cruz en la que está Jesucristo, ligeramente descentrado. Tiene una dramática expresividad, con un Jesucristo crispado, y casi putrefacto, con heridas purulentas. La Virgen no está resignada, sino angustiada al descubrir el cuerpo de su hijo crucificado. Es sostenida por san Juan. A los pies de ellos, la Magdalena implora a Cristo. A la derecha se ve a Juan el Bautista, que señala con el dedo el cuerpo lívido e inanimado de Jesús. A los lados, aparecen los santos Antonio Abad a la izquierda y Sebastián a la derecha. 

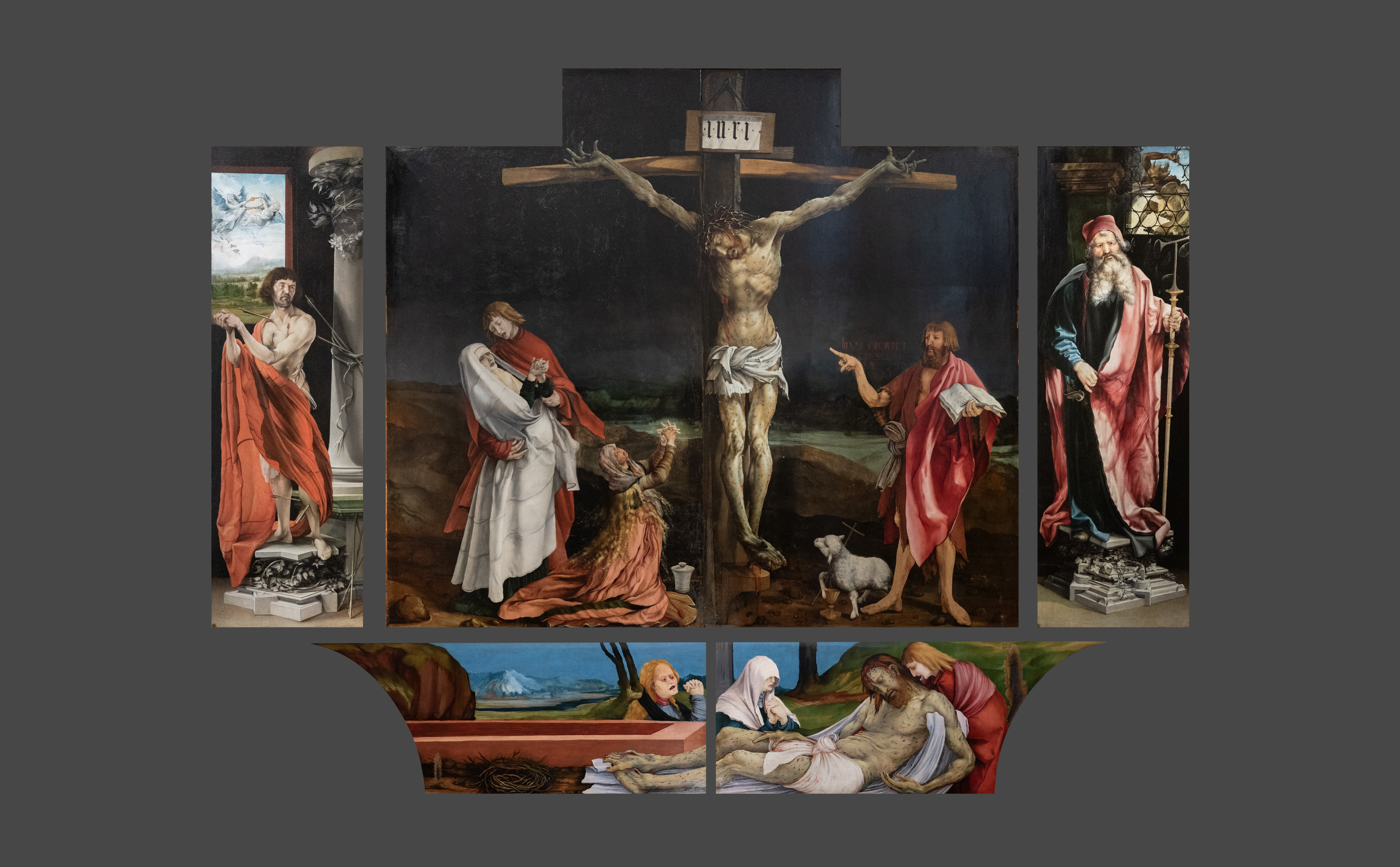
Retablo de Isenheim. Panel 1. Crucifixión.

En la parte inferior horizontal, la predela, puede observarse un Entierro de Cristo o Lamentación por el Cristo muerto, llena de patetismo.

### Posición intermedia
La primera apertura del políptico representa la vida de la Virgen María, con escenas de la Anunciación, el Concierto de los Ángeles y una Virgen y el Niño en el centro y en el panel de la derecha una elegante Resurrección.
Alcanza unas dimensiones de 3,36 metros de alto por 5,89 de ancho. Estas tablas de la Resurrección o Virgen con el Niño resplandecen, con un colorido fosforescente y misterioso, sin paralelismo alguno con otras obras de la época. La Virgen y el Niño tienen una gran dulzura. La Anunciación presenta un brillo incandescente y caluroso.

### Retablo abierto
La segunda apertura descubre el altar original con las estatuas de Nicolas de Haguenau, flanqueado por dos magistrales paneles de Grünewald: a la izquierda La visita de san Antonio a san Pablo,  y a la derecha, Las tentaciones de san Antonio, poblada de figuras diabólicas, gesticulantes, parecida a la obra del Bosco.
Cuando los paneles se abren, las esculturas de Cristo y de los apóstoles forman el zócalo del panel central esculpido.

## Galería de Imágenes

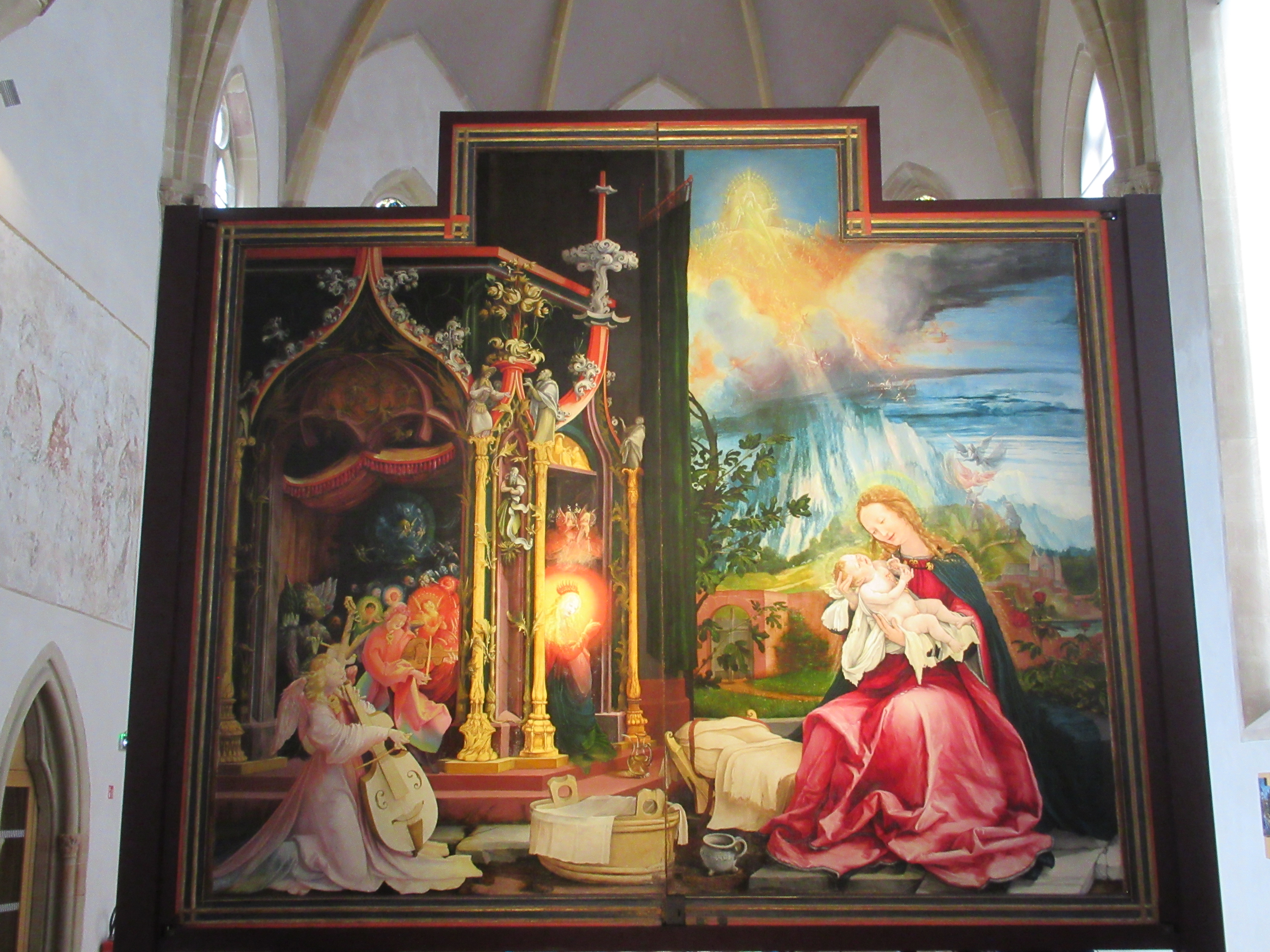
Concierto de los ángeles a la Virgen con el Niño. Retablo de Isenheim.
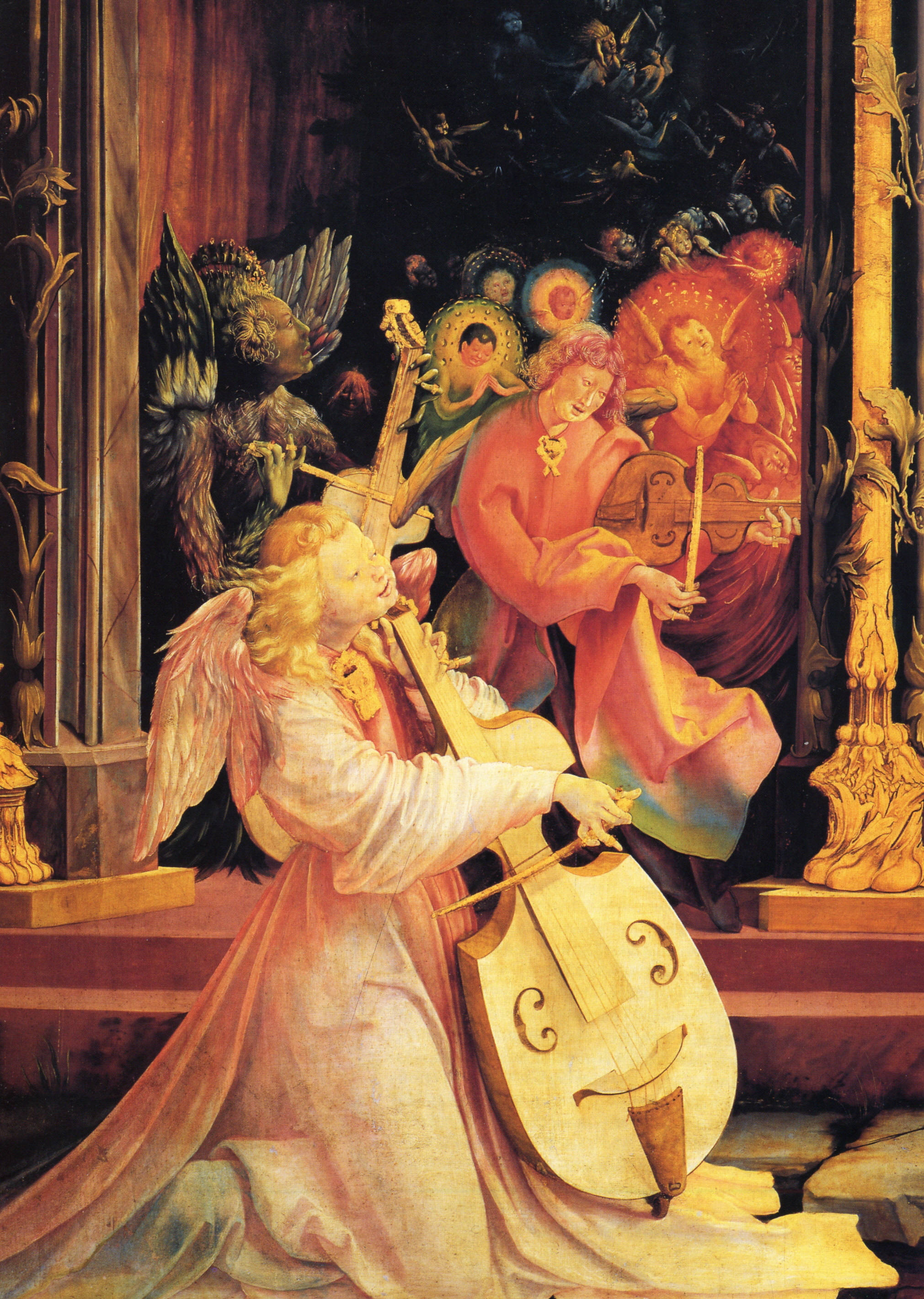
Concierto de los ángeles a la Virgen con el Niño. Retablo de Isenheim.
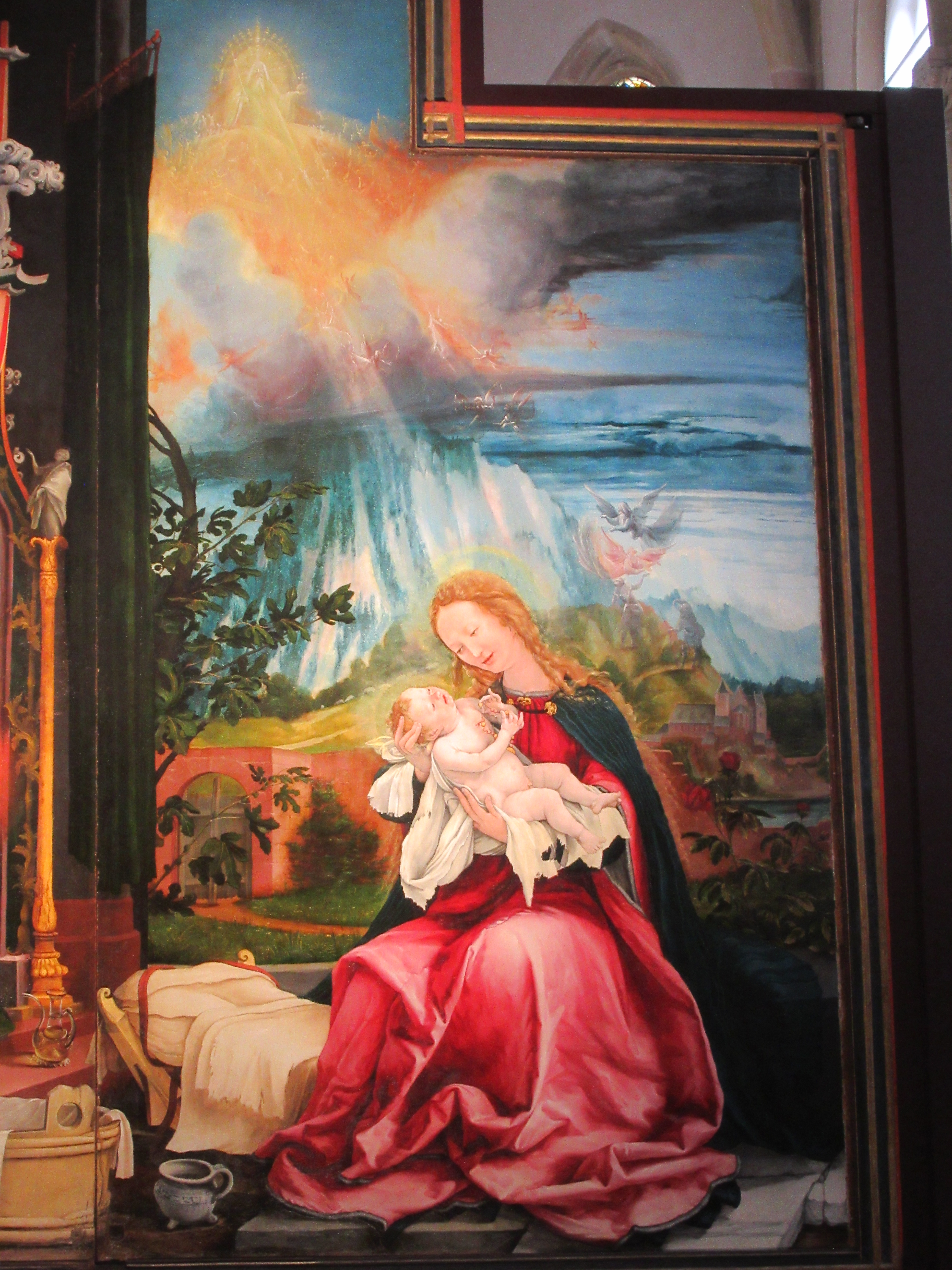
Grünewald. Niño Jesús con María. Retablo de Isenheim
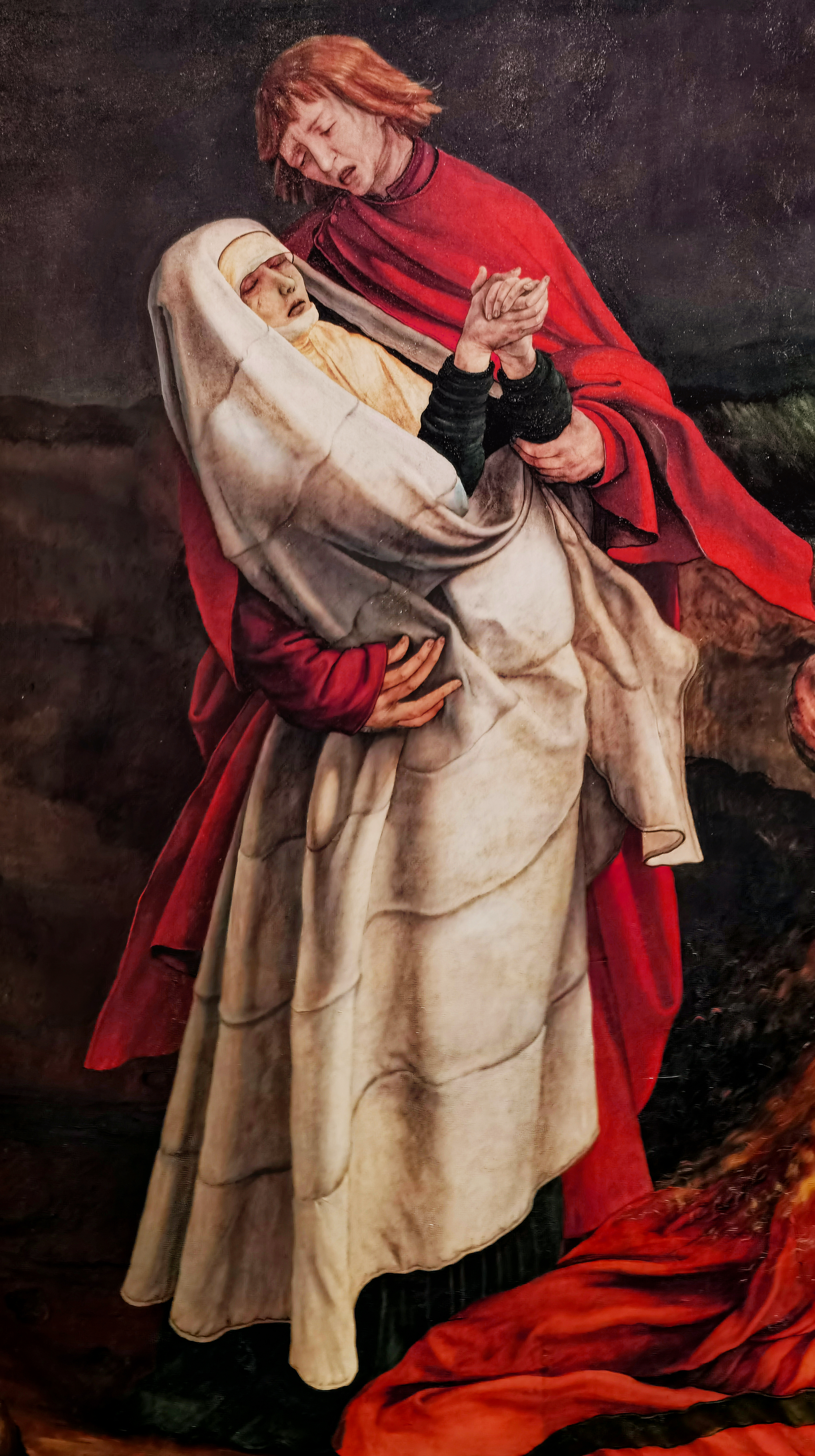
La Virgen María sostenida por san Juan Evangelista.
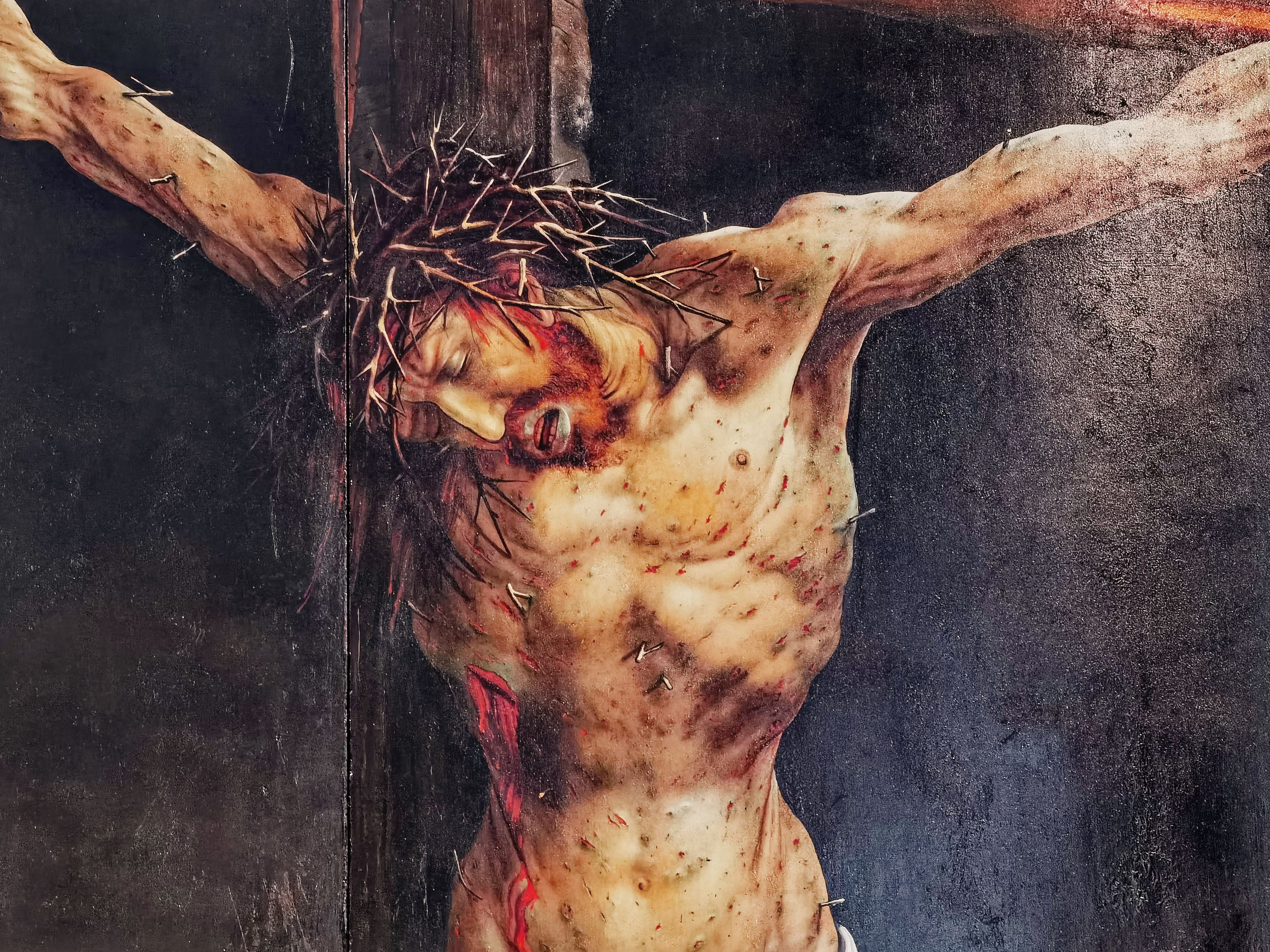
Cristo Crucificado Retablo de Isenheim
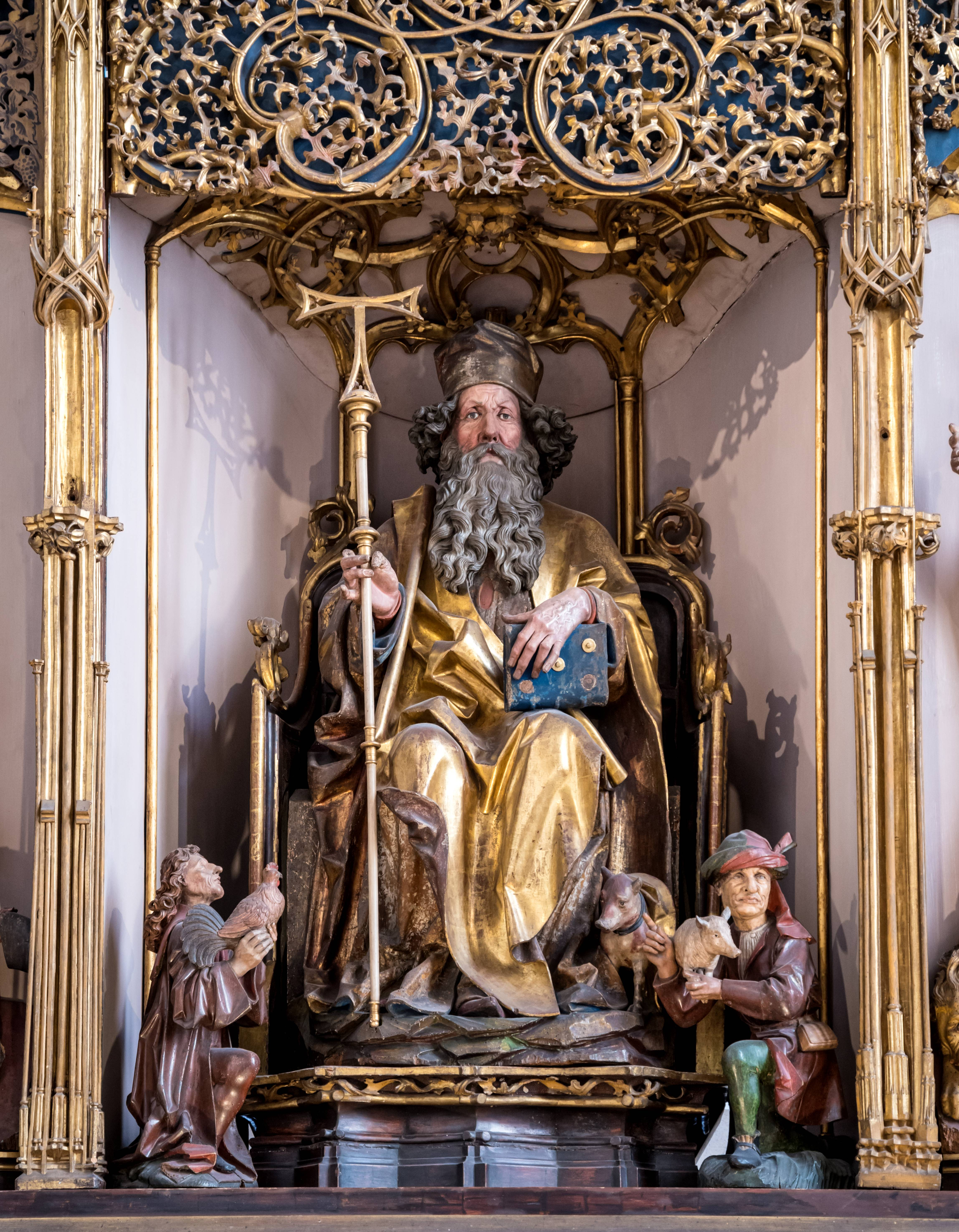
San Nicolás en el retablo de Isenheim. La escultura es de Nikolaus Neithart.
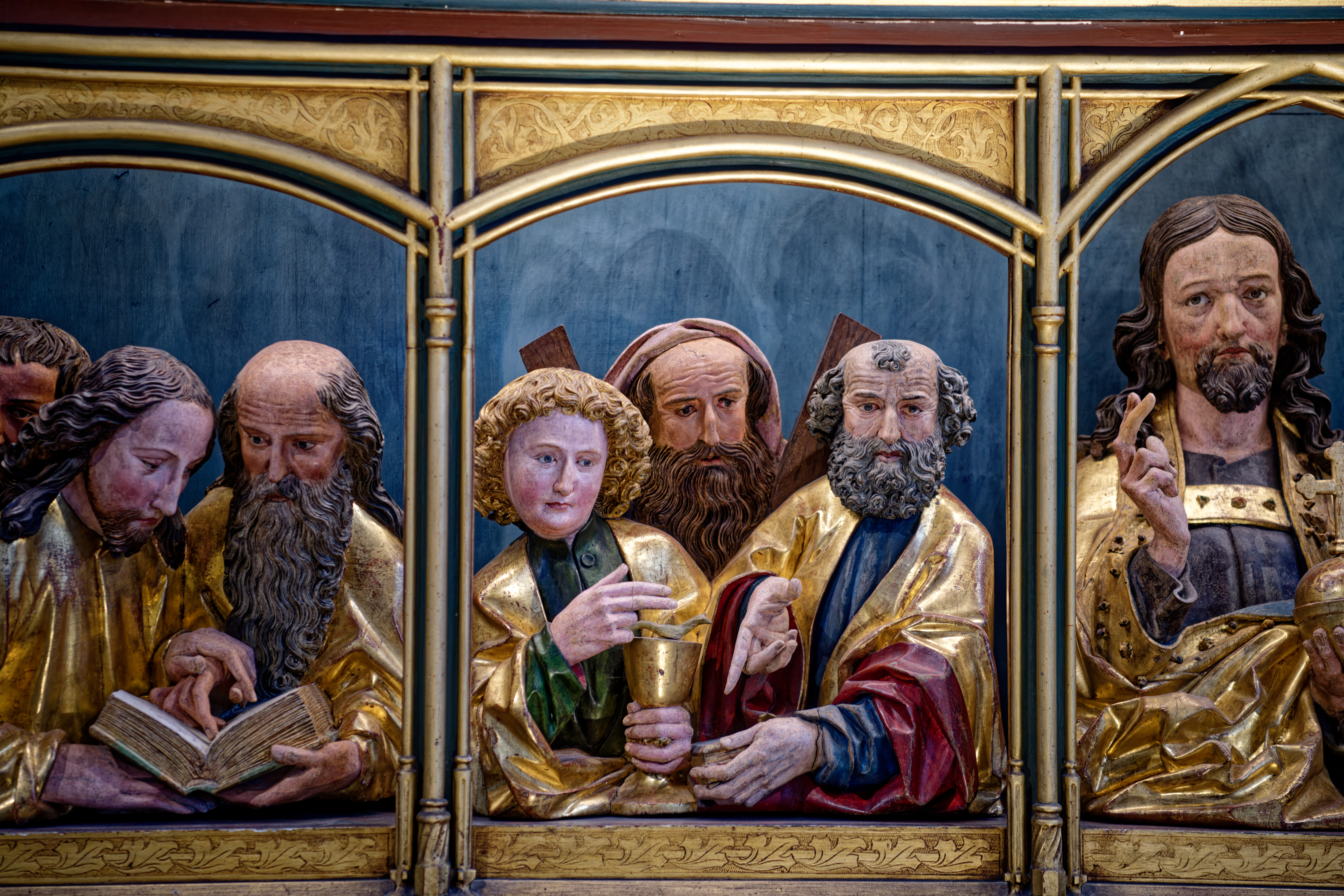
Los doce apóstoles en el retablo de Isenheim realizada las esculturas por Nikolaus von Hagenau
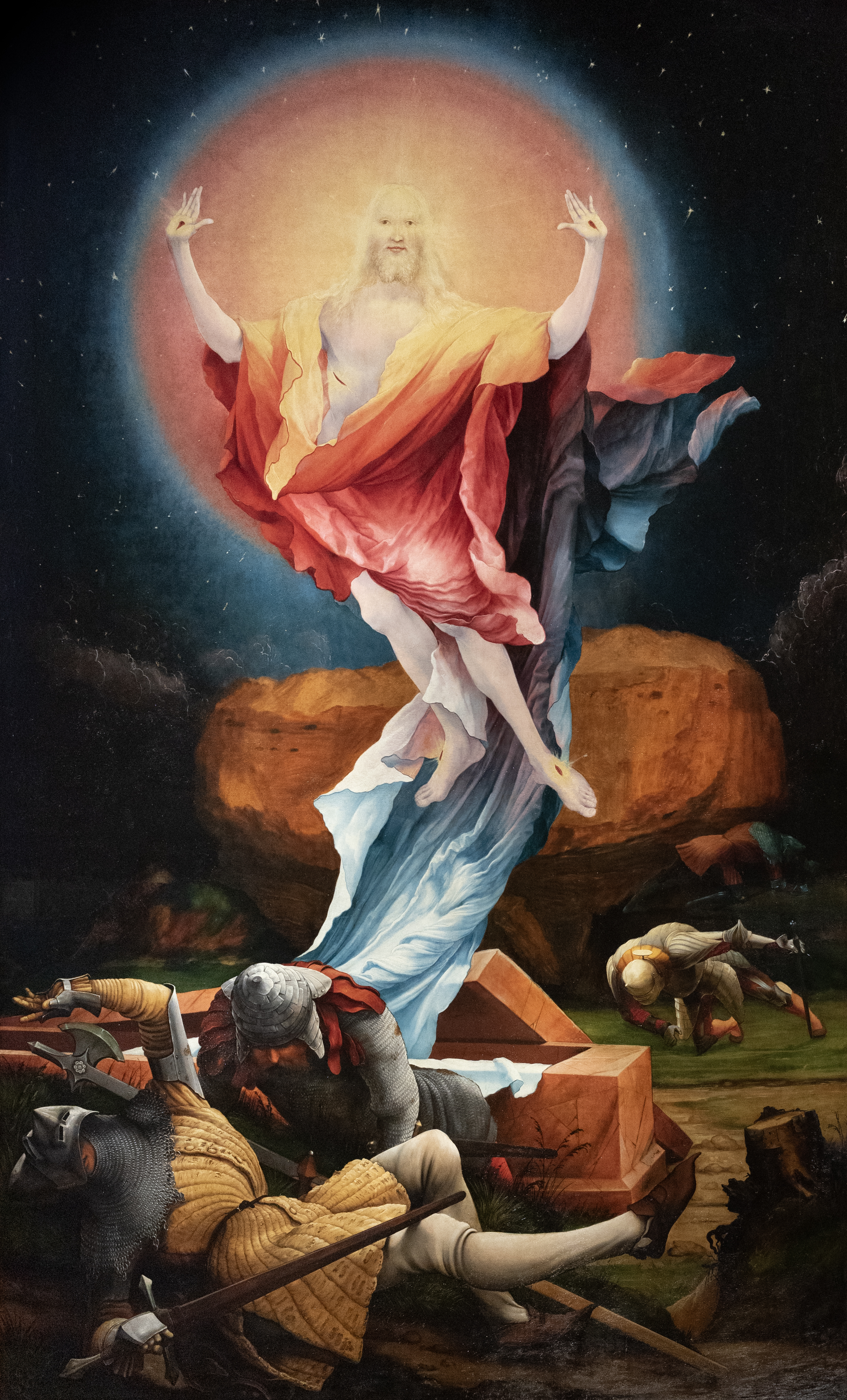
Resurrección de Cristo en el retablo de Isenheim.
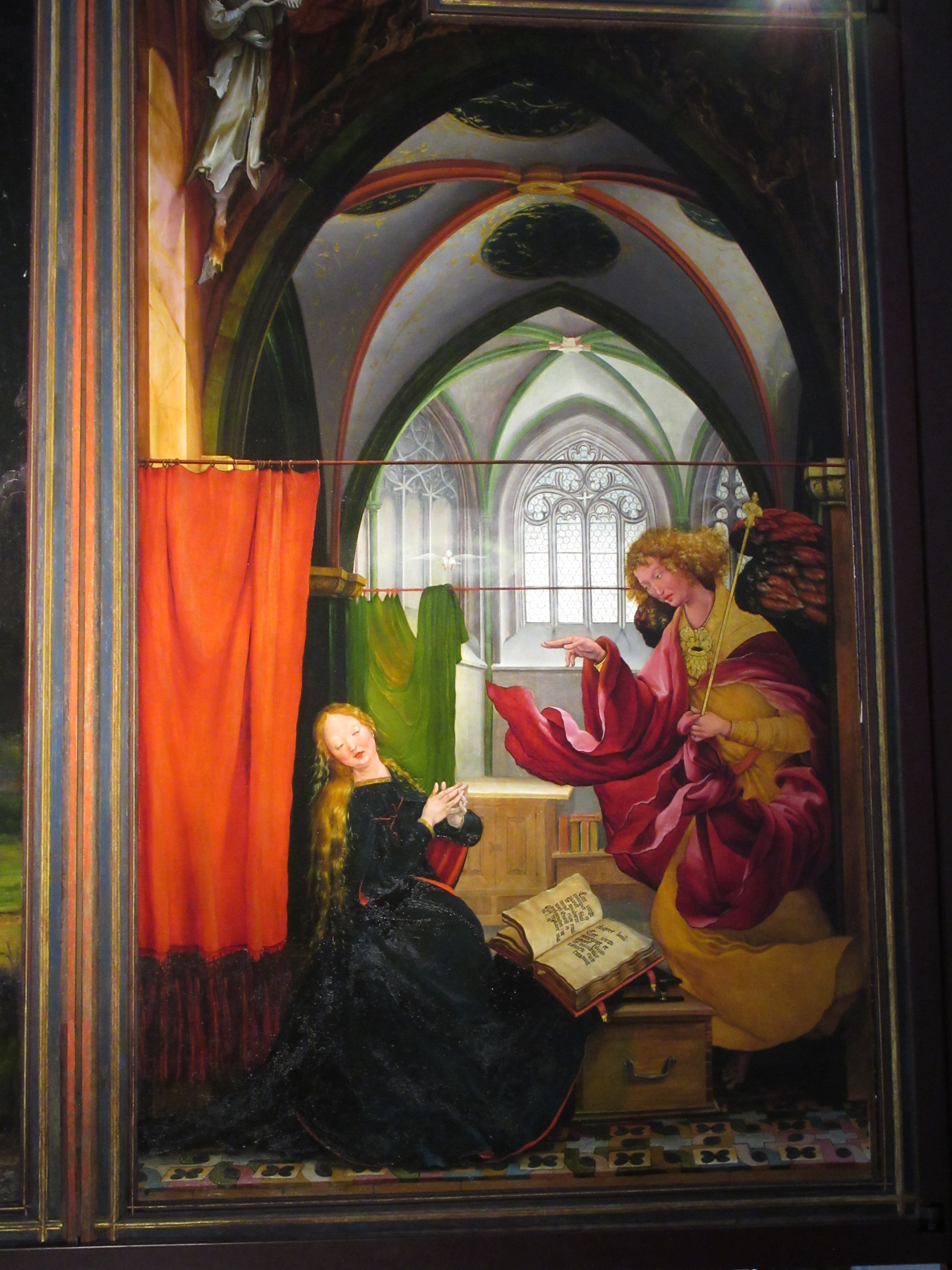
Anunciación a María del retablo de Isenheim
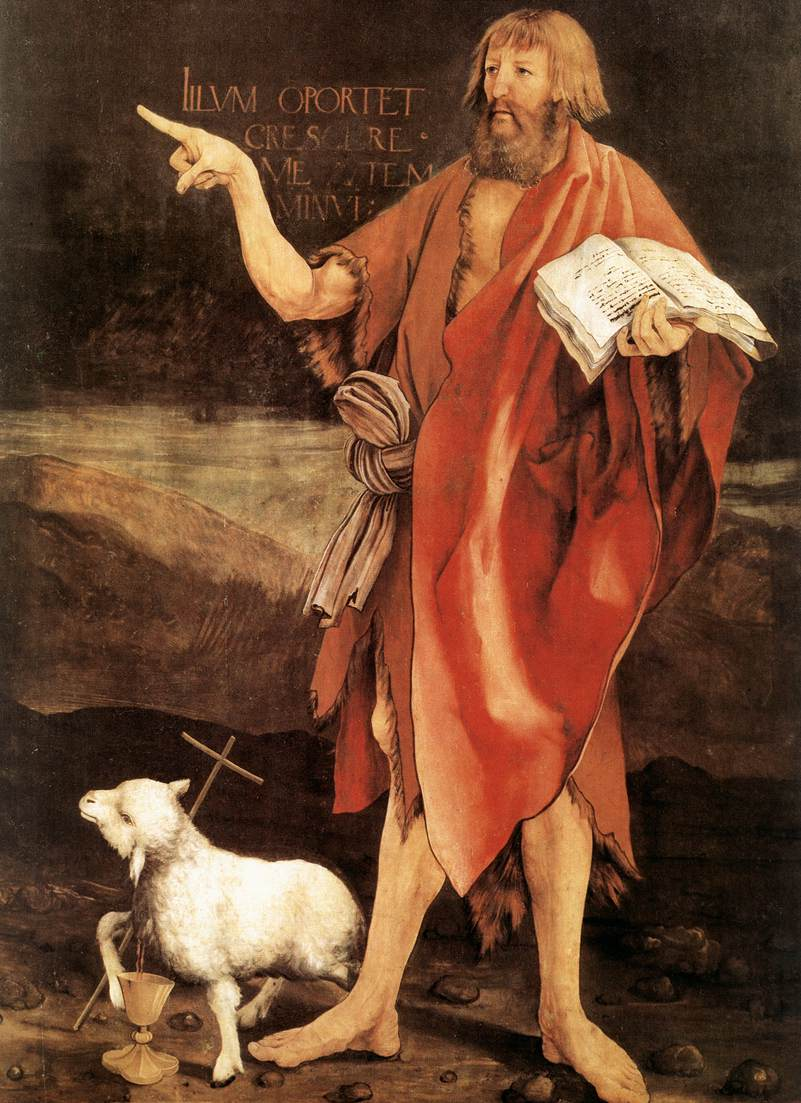
San Juan Bautista en el retablo de Isenheim.
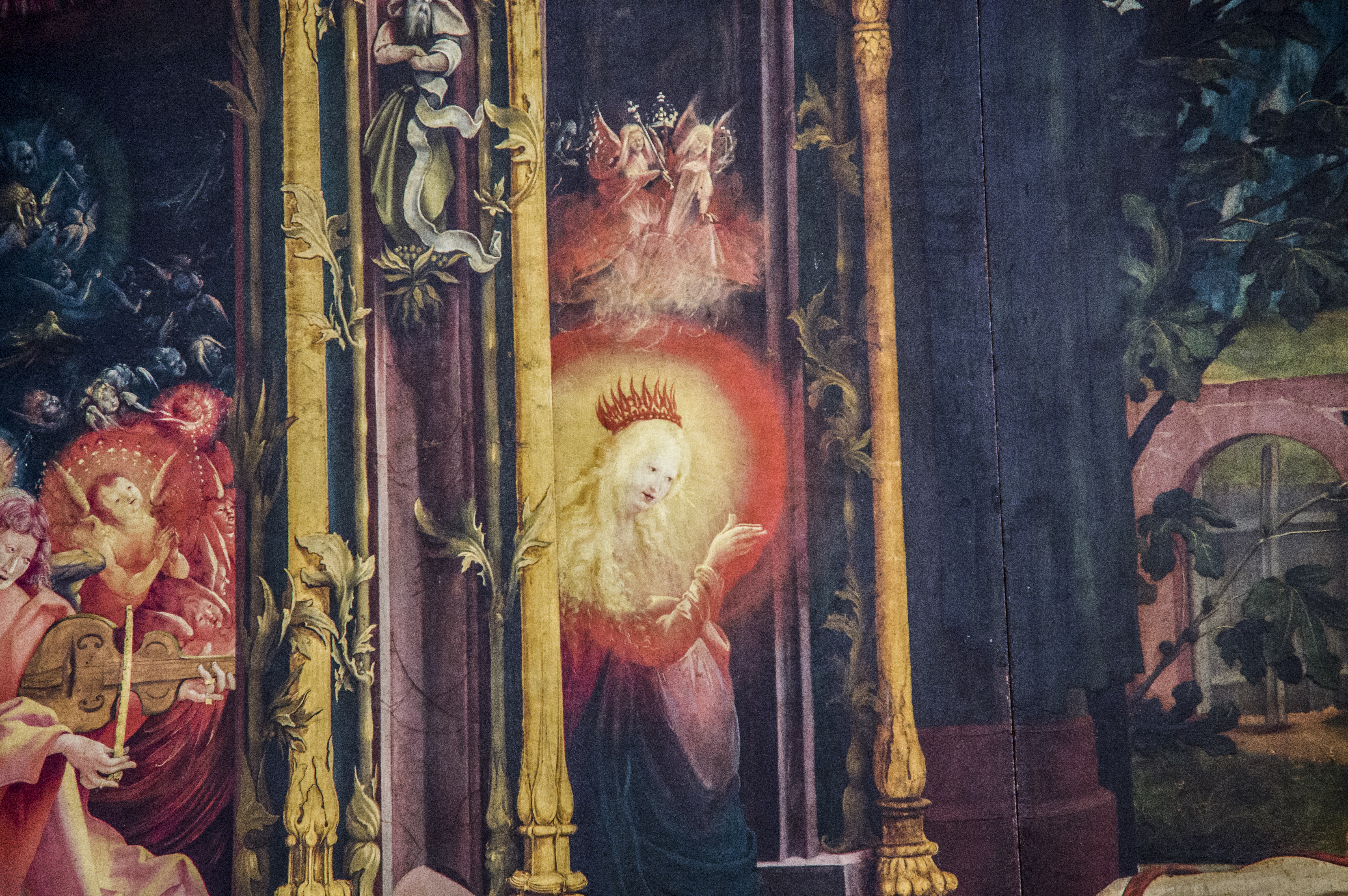
Grünewald. Mujer dorada. Retablo de Isenheim